# Mąkolno (gromada w powiecie kolskim)
Mąkolno (do 31 XII 1958 Przystronie) – dawna gromada, czyli najmniejsza jednostka podziału terytorialnego Polskiej Rzeczypospolitej Ludowej w latach 1954–1972.
Gromady, z gromadzkimi radami narodowymi (GRN) jako organami władzy najniższego stopnia na wsi, funkcjonowały od reformy reorganizującej administrację wiejską przeprowadzonej jesienią 1954 do momentu ich zniesienia z dniem 1 stycznia 1973, tym samym wypierając organizację gminną w latach 1954–1972.
Gromadę Mąkolno z siedzibą GRN w Mąkolnie utworzono 1 stycznia 1959 w powiecie kolskim w woj. poznańskim w związku z przeniesieniem siedziby GRN gromady Przystronie z Przystronia do Mąkolna i zmianą nazwy jednostki na gromada Mąkolno; równocześnie z gromady Mąkolno wyłączono: a) miejscowości Lipiny i Szczerkowo, włączając je do gromady Dęby Szlacheckie; b) miejscowości Gaj, Mostki kolonia i Łaziska, włączając je do gromady Babiak w tymże powiecie; do nowo utworzonej gromady Mąkolno włączono natomiast obszar zniesionej gromady Zakrzewek (bez miejscowości Grądy, Koci Ostrów i Nowa Wieś) w tymże powiecie.
W 1965 gromada miała 20 członków GRN.
31 grudnia 1971 gromadę zniesiono, a jej obszar włączono do nowo utworzonej gromady Sompolno w tymże powiecie.